# Bahnradsport-Weltmeisterschaften 1894

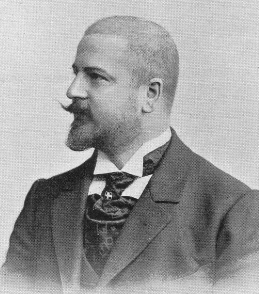
August Lehr wurde in Antwerpen erster deutscher Radweltmeister.

Die Bahnradsport-Weltmeisterschaften 1894 fanden vom 12. bis 13. August in Antwerpen auf einer 400 Meter langen Radrennbahn statt. Ausrichterin war die „International Cyclists Association“, eine Vorgänger-Organisation der UCI.
Es wurden zwei Rennen für Amateure ausgetragen. Als Disziplinen standen ein Fliegerrennen, heute Sprint, über 1 Meile sowie ein Dauerrennen über 100 km auf dem Programm, zu dem erstmals Schrittmacher zugelassen waren. Bei den Rennen waren nur wenige Hundert Zuschauer vor Ort.
Im Sprint siegte der Deutsche August Lehr, der damit der erste deutsche Weltmeister im Radsport wurde. Bedingt durch interne Verbandsquerelen war Italien nicht am Start.
Amateure
| Disziplin                  | Platz | Land                   | Athlet              |
| -------------------------- | ----- | ---------------------- | ------------------- |
| Fliegerrennen über 1 Meile | 1     | Deutsches Reich        | August Lehr         |
|                            | 2     | Niederlande            | Jaap Eden           |
|                            | 3     | Vereinigtes Königreich | William Broadbridge |
| Steherrennen über 100 km   | 1     | Norwegen               | Wilhelm Henie       |
|                            | 2     | Vereinigtes Königreich | Jack Green          |
|                            | 3     | Belgien                | Jan Van Oolen       |